# Adidas Yeezy
Az Adidas Yeezy egy ruházati közreműködés volt a német Adidas cég és Kanye West amerikai rapper, divattervező és vállalkozó között. A közreműködés ismert különleges színkombinációiról és a Yeezy Boost által ajánlott általános kiadásairól. A márka ezek mellett ad ki pólókat, kabátokat, nadrágokat, zoknikat, papucsokat és női ruhákat is. Az első modellt, a Boost 750-t 2015 februárjában adták ki. 2022. október 25-én befejezték a márka gyártását, miután West több antiszemita és rasszista kijelentést tett.

## Történet

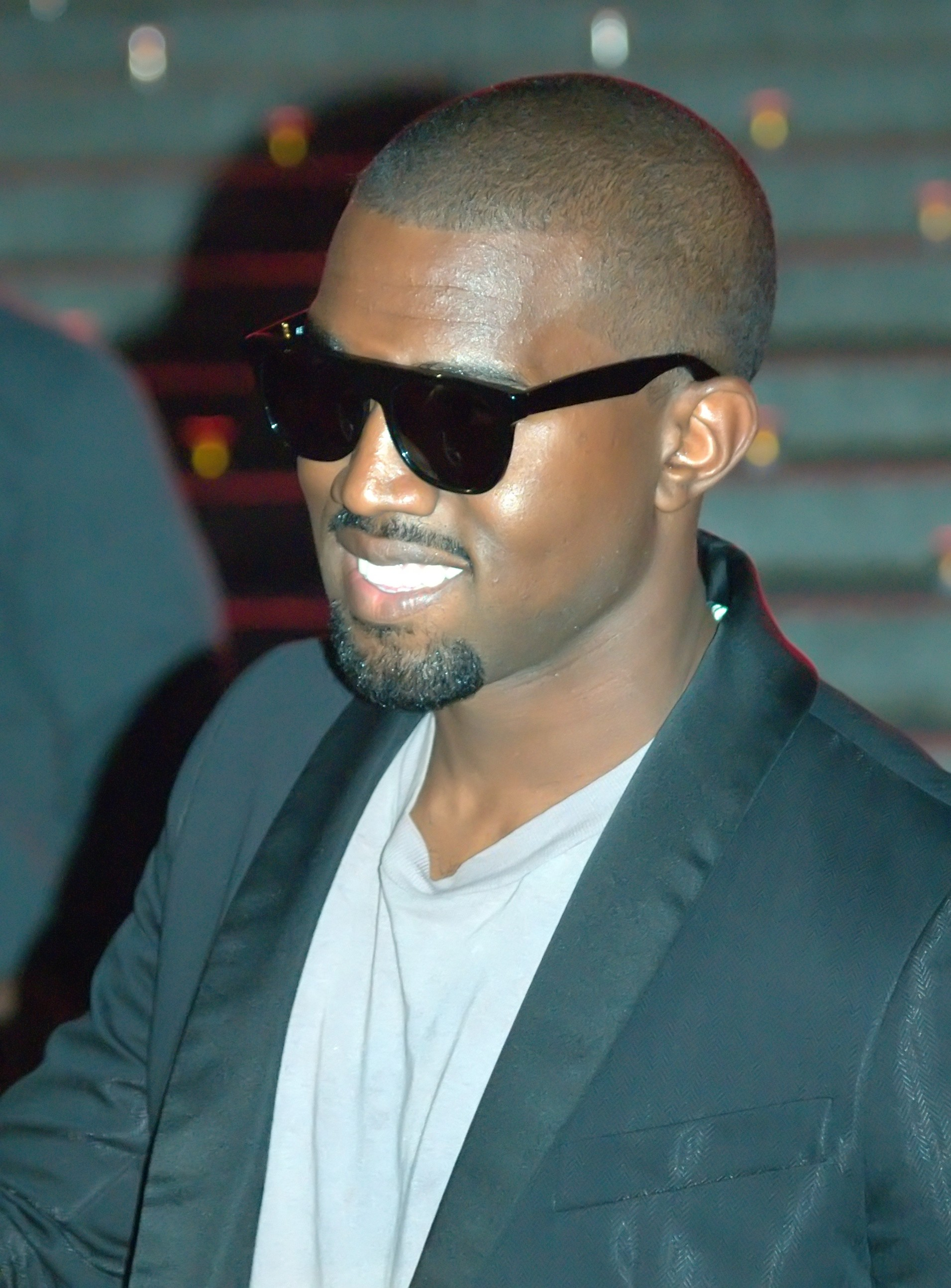
A márka tulajdonosa, Kanye West, 2009-ben. A rapper korábban közreműködött a Nike-val is.

Kanye West először 2006-ban tervezett cipőt az Adidasnak, de az soha nem jelent meg. Az első márka, ami hivatalosan közreműködött Westtel, a Bape volt. Együtt kiadták a Bapesta College Dropout cipőket, amelyek napjainkban már nagyon ritkák és nagyon drágán árulják őket. Ezek mellett tervezett cipőket a Louis Vuittonnak, Giuseppe Zanottinak és a Nike-nak. A Nike-közreműködés öt évig tartott és három cipő jelent meg ezen idő alatt.
2013-ban a Red October Air Yeezy 2 megjelenése után West hivatalosan elhagyta a Nike-t. Ugyan West azt mondta, hogy nagyon elszomorította az elválás, azt nyilatkozta, hogy a Nike nem fizetett neki a cipőtervek után. Ezt követően lépett West kapcsolatba az Adidasszal. Az Adidas beleegyezett a tervekért való fizetésbe, a rapper az Adidas vezérigazgatójáról azt mondta, hogy "valaki, aki megengedte, hogy építsek valamit." Az Adidasszal való megegyezés szerint West a márka 100%-os tulajdonosa és teljes kreatív szabadsággal rendelkezik a megjelenő termékek fölött.
2013 februárjában, 15 hónappal a szerződés bejelentése után debütált először a közreműködés. A Yeezy Season 1 első bemutatóján ott volt Rihanna, Diddy és West felesége, Kim Kardashian. A Yeezy Season 2 és a Yeezy Season 3 is sikeresek voltak.
2016 júniusában West és az Adidas bejelentették, hogy meghosszabbítják szerződésüket. 2019-re a Yeezy éves bevételei elérték az 1.3 milliárd dollárt. 2020-ban 1.7 milliárd dollár bevételt hozott a márka.
2022. október 25-én befejezték a márka gyártását, miután West több antiszemita és rasszista kijelentést tett. A szerződés felbontása nagy veszteség volt az Adidas-nak, hiszen a Yeezy az éves bevételük közel 10%-át, majdnem 2 milliárd dollárt tett ki. A cég kijelentette, hogy rövid távon ez akár 250 millió dolláros profitveszteséghez is vezethet.

## Ruházat
A Yeezy Season 1 2015. október 29-én jelent meg és az első ruhamegjelenés volt a márkától. A kollekciónak kiemelték minimalista stílusát, amelyet katonai öltözetek inspiráltak. Az árak a 600 dolláros nadrágoktól a 3,000 dolláros kabátokig terjedtek. Ugyan a cipők nagyon gyorsan elkeltek, a ruhákból nem adtak el mindent. West egy 2018-as interjúban elmondta, hogy majdnem megegyezett a Louis Vuittonnal egy 30 millió dolláros divatszerződésben. Az LVMH nem hagyta jóvá a megegyezést, így Wetsnek nem volt ruhamárkája. A Yeezy Season 1 bemutató után Adidas bejelentette, hogy mostantól nem lesznek részei a Yeezy ruházati ágának, csak a cipőkre fognak koncentrálni.
A Yeezy Season 6-ben az Adidas és West visszahoztak több ruhát is együtt, ezúttal Adidas márkanévvel. A Season 6 2018 januárjában mutatkozott be, amelyben Lela Star (aki kifejezetten hasonlít Kim Kardashianre) pornószínész szerepelt, Paris Hilton és további modellek mellett. A résztvevők mind Kardashianre hasonlítottak. West később ismét használta Start egy 2018 júniusi cipőkampányban.

## Cipők
Az Adidas Yeezy cipők különböző okok miatt az évek során nagy befolyással lettek a divat alakulására.
A legtöbb cipő az Adidas Boost anyagát használja.

### Yeezy Boost 750
2013. december 3-án az Adidas bejelentette, hogy szerződést kötöttek Westtel egy új cipőmárkáról. Az Adidas Yeezy Boost 750 Light Brown első megjelenésekor csak 9000 párt gyártottak le belőle, amelyek 10 perc alatt elkeltek. Február 21 és 28 között a cipő több boltban is kapható volt.

### Yeezy Boost 350

Az Adidas Yeezy Boost 350 a "Pirate Black" színkombinációban.

2015. június 27-én jelent meg a közreműködés második cipője, a Yeezy Boost 350.

### Yeezy 950
A Yeezy 950 2015. október 29-én jelent meg online és kiválasztott boltokban. Része volt a Yeezy Season 1 kollekciónak és négy különböző színkombinációban jelent meg: Pejotl, Holdkő, Csokoládé és Kalóz fekete. Mindegyik cipő 399 dolláros áron volt beszerezhető. Ezen kiadáskor már nem csak tornacipőket árultak, hanem bakancsokat is. Ezt követően soha többet nem adták ki újra a cipőt.

### Yeezy 350 Cleat
Az Adidas Yeezy 350 Football Boost amerikai focira fejlesztették ki és először 2016-ban szerepelt az NFL-ben. A Texans wide receiverjét, DeAndre Hopkinst megbüntették a cipő viselésért, mert megszegte az NFL ruházati szabályait, tekintve, hogy nem volt egy egyértelmű színe.

### Yeezy Powerphase Calabasas
Az Adidas Powerphase Calabasas 2017. március 28-án jelent meg. "A retro cipők az Adidas 80-as évekbeli tornacipőit hozza vissza. Prémium fehérbőr részük van, átlyukasztott csíkokkal, zöld Adidas márkanévvel és piros Trefoil logóval." A szürke színkombináció 2017. december 9-én jelent meg nemzetközileg, 120 dollárért. A Core Black kombináció nem sokkal később, 2018. március 17-én jelent meg. Az első három színkombináció kiadása után az Adidas több Powerphase modellt is kiadott a Yeezy Calabasas név nélkül. Az Adidas később visszahozta a modellt YEEZY-Inspired Powerphase Model néven.

### Yeezy Boost 700
Az Adidas Yeezy Boost 700 a Yeezy Season 5 divatbemutató közben debütált, 2017-ben. A cipő 2017. augusztus 12-én jelent meg, 300 dolláros áron, a Yeezy Supply-on keresztül. A tervek szerint 2018-ban megjelent volna a fehér/gumi és a fekete színkombinácó.
2019. március 23-án a 700 V2 “Geode” színkombináció egyidőben megjelent egy jótékonysági kampánnyal, amely a National Alliance of Mental Illnessznek gyűjtött pénzt.

### Yeezy 500
Az Adidas Yeezy 500 2017 decemberében jelent meg, debütáló színkombinációja a Sivatagi Patkány volt.

### Yeezy Boost 380
Az első Adidas Yeezy Boost 380 2019 decemberében jelent meg a Yeezy Supply weboldalon, meglepetésként. A debütáló színkombináció az Alien volt.

### Yeezy Foam Runner
A Yeezy Foam Runner az első Adidas Yeezy, amit az Egyesült Államokban gyártottak, illetve az első, ami csak a Yeezy Supply weboldalon keresztül jelent meg, 2020. június 26-án. A cipőt 75 dollárért lehetett beszerezni és részben algából készült. Az első színkombinációja az Ararat volt.